# Olmeda de las Fuentes
Olmeda de las Fuentes – miejscowość w Hiszpanii we wspólnocie autonomicznej Madryt, 50 km na wschód od Madrytu i 24 km od Alcalá de Henares. Do lat 70. XX wieku miasto nazywało się Olmeda de la Cebolla.